# Université Campbell
L'université Campbell (en anglais :  Campbell University) est une université privée chrétienne évangélique baptiste située à Buies Creek en Caroline du Nord. La faculté de droit de l'université est située dans la capitale de l'État, Raleigh. Elle est affiliée à la Baptist State Convention of North Carolina (Convention baptiste du Sud).

## Historique
L’université a ses origines dans la fondation de la Buies Creek Academy en 1887 par le pasteur baptiste James Archibald Campbell. En 1926, elle prend le nom de Campbell Junior College. Elle devient un collège Senior en 1961 et une université en 1979. Pour l'année 2020-2021, elle comptait 5 964 étudiants.

## Affiliations
Elle est affiliée à la Baptist State Convention of North Carolina (Convention baptiste du Sud) . Elle est membre du Conseil pour les collèges et universités chrétiens et de l'Association internationale des collèges et universités baptistes.

## Sport
Ses équipes sportives portent le nom des Fighting Camels.